# Madise (Kambja)
Madise – wieś w Estonii, w prowincji Tartu, w gminie Kambja.